# Загін особливого призначення (фільм, 1978)
«Загін особливого призначення» (рос. «Отряд особого назначения») — радянський кінофільм 1978 року режисера Вадима Лисенка за сценарієм Рудольфа Отколенка.

## Сюжет
Під час Німецько-радянської війни на переправі затонула «Катюша» — новітня радянська секретна зброя. Щоб установка не потрапила до рук німців, командування приймає рішення знищити її силами загону особливого призначення (оскільки район події вже зайнятий окупантами, а бомбардування з повітря не гарантує знищення). Залучається спеціальна група зі спортсменів і циркових артистів, які вміють як ніхто інший снайперськи стріляти, бігати, стрибати, вільно почувати себе у воді і під водою, витримувати жахливе навантаження рукопашних сутичок. До складу групи входить і дівчина. Переодягнені в німецьку форму, вони на трофейному бронетранспортері рвуться до заданої точки виконання завдання, обходячи перешкоди (німці вже знають про цілі групи і ведуть інтенсивну погоню). Завдання буде виконано.

## У ролях
| Актор            | Роль                               |
| ---------------- | ---------------------------------- |
| Леонхард Мерзін  | Озворін керівник групи             |
| Павло Ремезов    | Іван                               |
| Улдіс Пуцитіс    | Вільгельм Штромм німець-антифашист |
| Елгуджа Бурдулі  | Гуджа                              |
| Сергій Іванов    | Саша Мудряков                      |
| Марина Трошина   | плавчиня Марина                    |
| Юрій Пузирьов    | Боровиков                          |
| Улдіс Лієлдіджс  | Келлер                             |
| Ольгерт Кродерс  | генерал                            |
| Олег Федулов     | шофер                              |
| Юрій Муравицький | епізод                             |

## Знімальна група
- Автори сценарію: Рудольф Отколенко, Василь Решетников
- Режисер-постановник: Вадим Лисенко
- Оператор-постановник: Сергій Гаврилов
- Художниця-постановниця: Муза Панаєва
- Композитор: Олександр Лебедєв
- Звукооператор: Костянтин Купріянов